# San Francisco no te Dije
San Francisco no te Dije är en ort i Mexiko.   Den ligger i kommunen Salto de Agua och delstaten Chiapas, i den sydöstra delen av landet, 800 km öster om huvudstaden Mexico City. San Francisco no te Dije ligger 395 meter över havet och antalet invånare är 125.
Terrängen runt San Francisco no te Dije är varierad. Runt San Francisco no te Dije är det ganska tätbefolkat, med 60 invånare per kvadratkilometer. Närmaste större samhälle är Petalcingo, 19,7 km sydväst om San Francisco no te Dije. Trakten runt San Francisco no te Dije består till största delen av jordbruksmark.